# Ringo’s Rotogravure
Ringo’s Rotogravure (Ротогравюра Ринго) — пятый студийный альбом Ринго Старра, выпущенный в 1976 году.
После окончания его контракта с EMI, Ринго подписал контракт с Atlantic Records в США и с Polydor Records в остальных странах мира. Спустя два года после выпуска Goodnight Vienna Ринго вновь использовал свою проверенную формулу: писать и записывать песни с именитыми друзьями. На этот раз Ринго помогали Эрик Клэптон, Питер Фрэмптон, Меллиса Манчестер, Доктор Джон, Джон Леннон, Пол Маккартни и Джордж Харрисон. Выигрышная формула Старра на этот раз не помогла. Альбом занял 28-е место в США и не попал в чарты в Англии. Сингл с песней «Hey! Baby» занял в хит-параде США только 74-е место.
Это был последний альбом, в создании которого приняли участие, хотя и порознь, все четверо бывших участников The Beatles (не считая проекта The Beatles Anthology (1994), для которого Маккартни, Харрисон и Старр доработали демозаписи Леннона, убитого в 1980 году).

## Список композиций
1. «A Dose of Rock ’n’ Roll» (Карл Гроссманн) — 3:24
2. «Hey! Baby» (Маргарет Кобб, Брюс Шаннель) — 3:11
3. «Pure Gold» (Пол Маккартни) — 3:14
4. «Cryin’» (Вини Понсия, Ричард Старки) — 3:18
5. «You Don’t Know Me at All» (Дэйв Джордан) — 3:16
6. «Cookin’ (In the Kitchen of Love)» (Джон Леннон) — 3:41
7. «I’ll Still Love You» (Джордж Харрисон) — 2:57
8. «This Be Called a Song» (Эрик Клэптон) — 3:14
9. «Las Brisas» (Нэнси Ли Эндрюс[англ.], Ричард Старки) — 3:33
10. «Lady Gaye» (Вини Понсия, Ричард Старки, Клиффорд Т. Уорд[англ.]) — 2:57
11. «Spooky Weirdness» — 1:26